# Strymon beccarii
Strymon beccarii är en fjärilsart som beskrevs av Ruggero Verity 1904. Strymon beccarii ingår i släktet Strymon och familjen juvelvingar. Inga underarter finns listade i Catalogue of Life.